# Ceratinopsis guerrerensis
Ceratinopsis guerrerensis in is een spinnensoort in de taxonomische indeling van de hangmatspinnen (Linyphiidae). Het dier behoort tot het geslacht Ceratinopsis. De wetenschappelijke naam van de soort werd voor het eerst geldig gepubliceerd in 1937 door Willis John Gertsch en Louie Irby Davis.